# Rotskerken van Ivanovo
De Rotskerken van Ivanovo (Bulgaars: Ивановски скални църкви, Ivanovski skalni tsarkvi) zijn een groep van uit rots gehouwen orthodoxe kerken, kapellen en kloosters in de Bulgaarse oblast Roese in Natuurpark Rusenski Lom. Het complex staat bekend om zijn goed bewaarde middeleeuwse muurschilderingen. Sinds 1979 staan zij op de Werelderfgoedlijst van UNESCO.
Het complex werd gebouwd door monniken die de grotten in de regio tussen de 13e en 17e eeuw hebben bewoond. Op het hoogtepunt waren er 40 kerken en 300 bijgebouwen, waarvan vele verloren zijn gegaan.

## Afbeeldingen

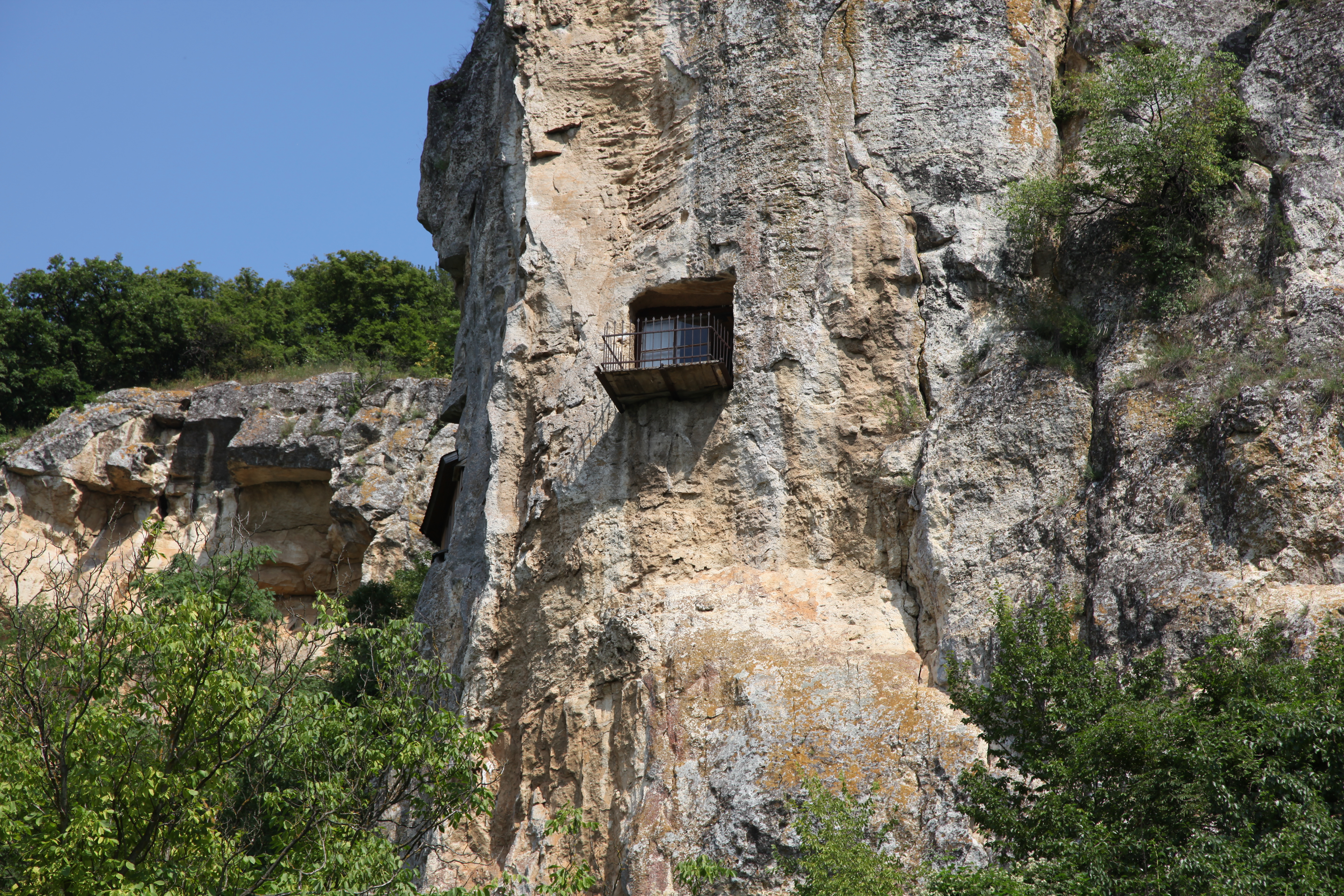
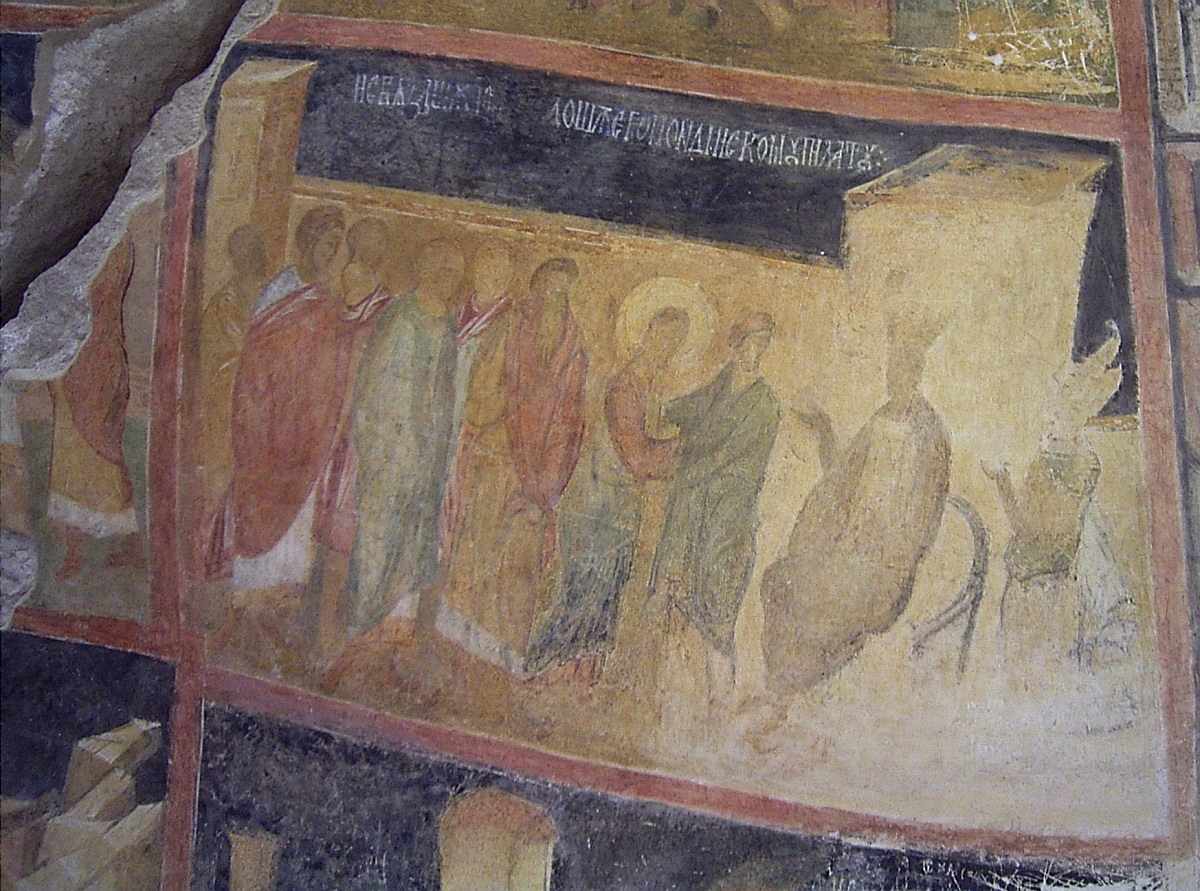
Muurschildering
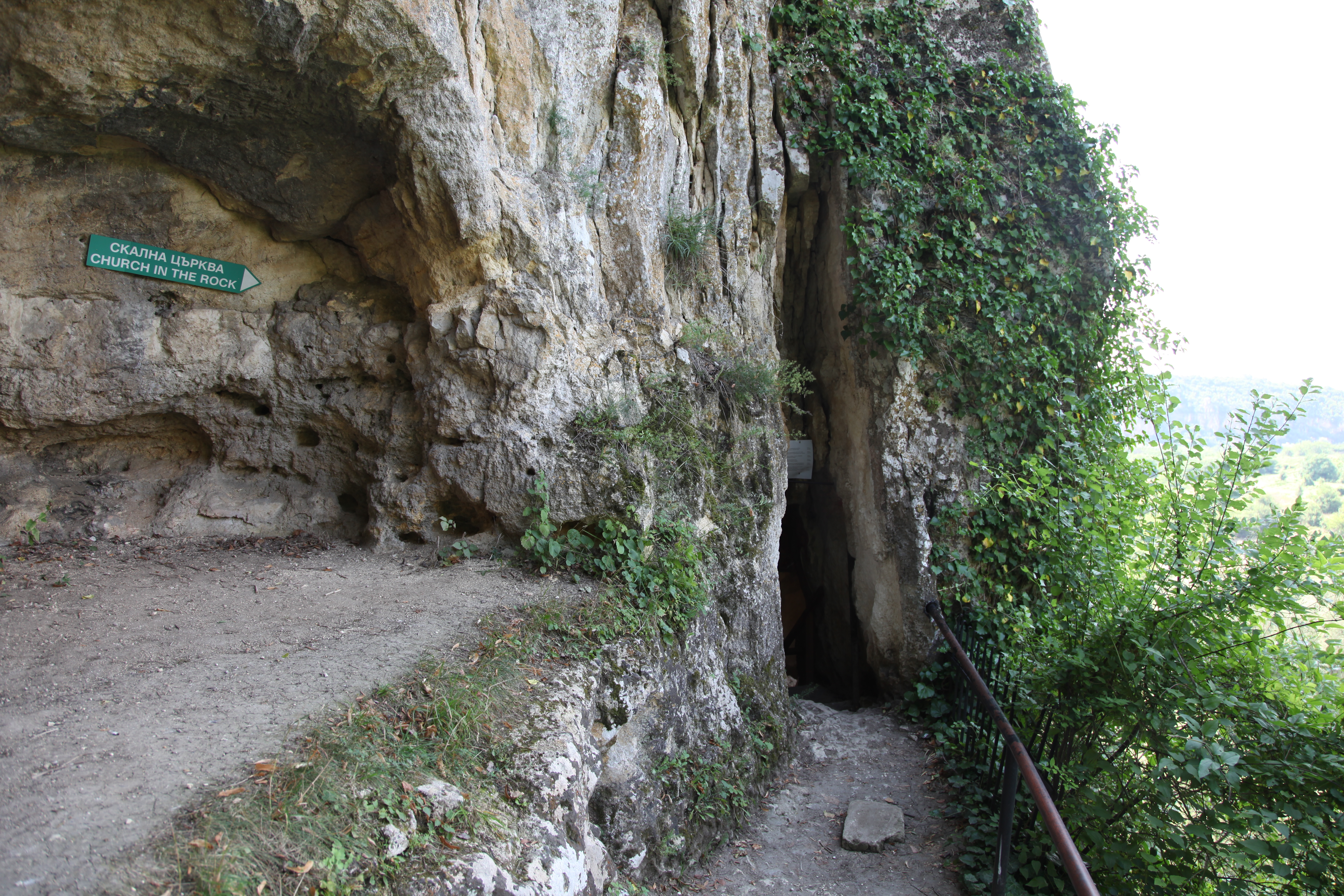
Ingang van een kerk

Kerk van Bojana ·
Ruiter van Madara ·
Rotskerken van Ivanovo ·
Thracisch graf van Kazanlak ·
Oude stad Nesebar ·
Nationaal park Pirin ·
Rilaklooster ·
Natuurreservaat Srebarna ·
Thracisch graf van Svesjtari ·
Oude en voorhistorische beukenbossen van de Karpaten en andere regio's van Europa
- Virtual International Authority File: 234822600